# István Tőrös
István Tőrös, noto anche come István Turner (Rákospalota, 19 luglio 1908 – Budapest, 15 giugno 1973), è stato un calciatore ungherese, di ruolo difensore.

## Carriera
Terzino destro, iniziò la carriera nel Ferencvaros ma visse i suoi anni migliori al Phobus, con la cui maglia conquistò anche due chiamate in Nazionale.